# Marilén Barceló Verea
María Magdalena «Marilén» Barceló Verea és una psicòloga clínica i política catalana. És regidora de l'Ajuntament de Barcelona des de 2015.
Nascuda el 6 de juliol de 1975 a Palma, és filla del matador de bous Luis Barceló. Estudiant a la Universitat Ramon Llull, va obtenir en aquest centre els títols de llicenciatura, màster i doctorat en Psicologia. Amb una carrera professional dedicada a la psicologia clínica, Barceló, vicepresidenta de la Federació d'Entitats Taurines de Catalunya (FETC), va defensar la tauromàquia al Parlament de Catalunya el 2011.
Candidata amb el número 3 de la llista de Ciutadans-Partit de la Ciutadania (Cs) per a les eleccions municipals de 2015 a Barcelona encapçalada per Carina Mejías, va resultar elegida regidora de l'Ajuntament de Barcelona. Va renovar la seva acta a les eleccions municipals de 2019, a les quals va concórrer al número 6 de la llista de Barcelona pel Canvi-Ciutadans, encapçalada per Manuel Valls.
Al juliol de 2019 va ser elegida presidenta del Consell del Districte de Sant Martí, amb els vots a favor de BComú, PSC, Junts, Cs i Barcelona pel Canvi i els vots en contra d'ERC.